# 移植 (生物)

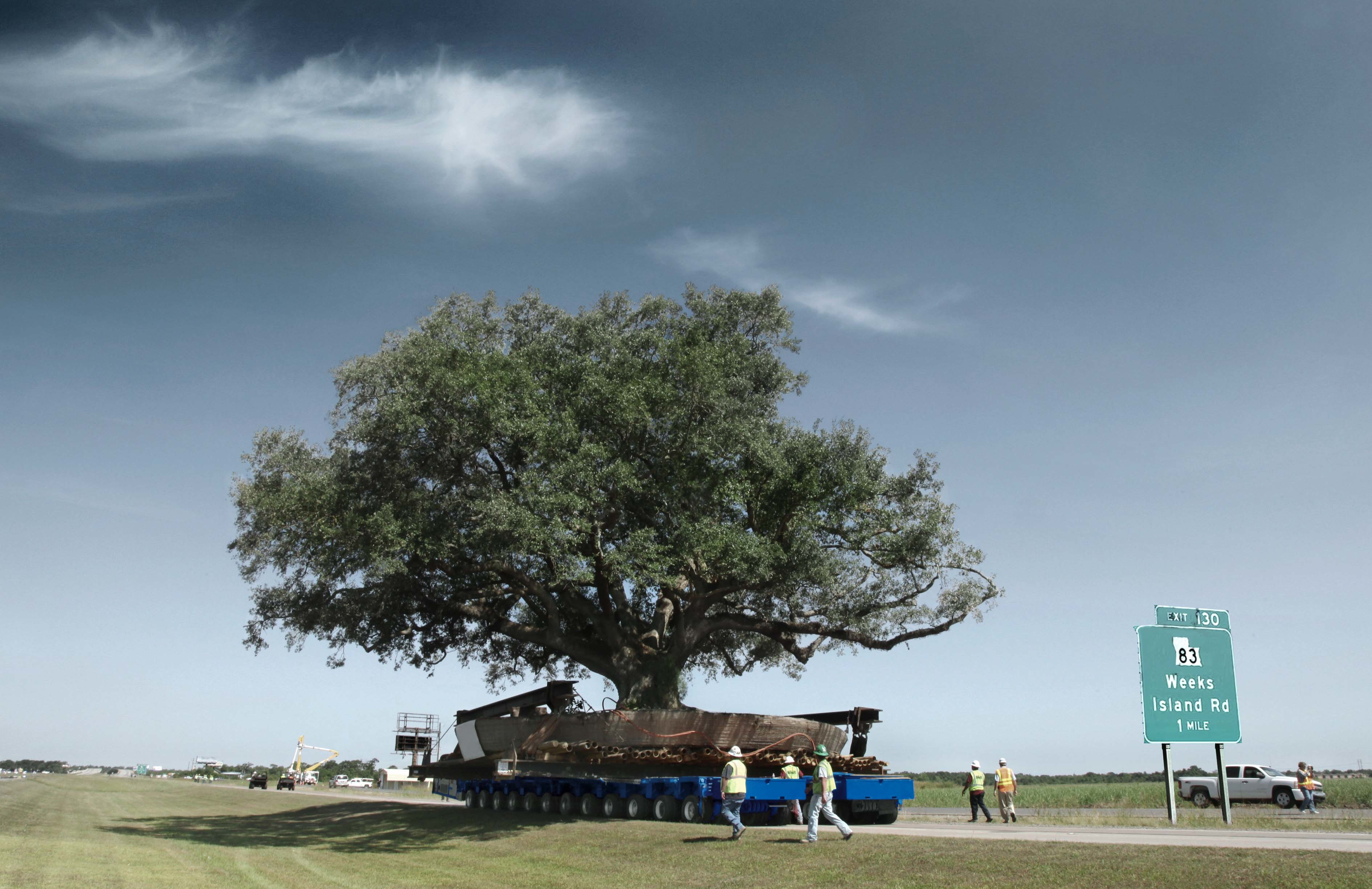
ゴールドホッファーの大型トレーラーで移動される木

移植（いしょく、英: transplant）は、植物を植え替えることである。転じて、生物種、生物体、組織や器官を異なった場所に移して生存させることをも指す。特に動物を対象とする場合は移殖とも綴る。

## 概説
移植とは、元来は栽培している植物において、それまでに育てていた場所から異なった場所に植え込み、そこで育てるようにする行為を指す。そのためには元の場所から引き抜くにも事前に根回しなどの準備を行い、できるだけ傷を付けないようにし、植え込む際にもうまく根を広げられるように、その後もよく成長するように気をつけなければならない。特に移植直後は特別な管理が必要になる例が多い。草花の移植の際に用いられる小さなスコップのことを移植ごてという。
おそらくこれが転じて、植えた先に根を下ろさせる感じの操作を、広く移植と言うようになったものと思われる。生物以外に対しても用いられることがあるが、生物に関していえば、対象は生物群集・種個体群・個体・器官・組織などの様々なレベルで行われる。

## 群集レベル
ある地域の生物群集のかなりの部分を、別の地域に持ち込むことである。たとえばハワイにはアメリカ大陸からかなりまとまった種類数の生物が持ち込まれている。それらは、侵入した住民が自分たちのふるさとの景色を再現しようとした、意図的なものであった。
しかしながら、このような行為は簡単ではなく、先住の生物群集との間に大きな軋轢を生じる。特に大陸から島嶼、それも大陸島への場合、元の生物群集が極めて脆弱なので、壊滅的な被害を受ける結果となりやすい。生物多様性への認識が広まった現在では、あってはならない行為である。

## 個体群レベル
個体群レベルの移植とは、ある種の生物を本来の生息地から人為的に別の生息地に移しかえてその場所での繁殖を図ることである。
植物では農業や園芸における栽培植物の大部分は他国からもたらされたものである。それらは主として人間管理下の場所で繁殖させることのみを目的とするので、それ自体はこの意味での移植とは言えないが、多くの場合、そのような植物やそれに付随して移動させた植物が野外に出て帰化植物となる。つまり意図せぬ移植を行っている。意図的に移植する場合もある。牧草などは管理下の土地とはいえ、非常に開放的な場所であるし、範囲外への逸出もある程度期待する。
魚類では、資源増大を目的とした移植放流や、あらたな食料源とするための移植がある。また、ダムの建設などによる環境悪化から避難させるための移植事例もある。また、害虫や害獣の天敵を持ち込んで防除のために放すのもこの一つである。
しかし、生存力が強い生物を他地域へ移植した場合、在来の生態系を破壊することがある。例えば、アフリカのビクトリア湖に移植放流されたナイルパーチがビクトリア湖に固有だった多くの魚種を食べ尽くして絶滅させた事例がある。
有用種の移植以外にも、開発の際に珍しい生物が発見された場合に、生物保護などの観点からその生物を別の場所に移植することもある。20世紀末頃から自然環境に対する関心が高まり、このような事例も増えている。

### 生態学的意味
移植は、当然ながらその生物のいない場所に対して行なわれる。つまりその種の分布域の外に、である。この事は、別の視点から見ると、分布域決定の原因を探る実験でもある。世間一般では、ある生物がある場所に棲んでいない理由として、「そこには棲めないから」と考えがちである。たとえばゾウが日本にいないのは熱帯じゃなくて寒すぎるから、という風に。確かに、生理的能力は分布を決める大きな要因であり、生理的限界を越える場所には絶対に棲めない。しかし、現実の生息範囲は、生理的限界よりはるかに狭いことが多い。実際にはある生物がそこに棲んでいない理由を考える場合、生理的限界より前に、以下の様なことを考えなければならない。
1. その種が到達できない場所だから
2. その種が選ばない環境だから
3. その種が生活するには、外敵や餌など生物的要因が満たされないから

生理的に生息可能な範囲であって、しかもその種が生息していない場合に、そこにその種を移植してみて、生育可能であれば1か2の理由であると判断できる。
上記の観点から見た場合、先に述べた、開発に関わっての保護のための移植は大いに問題である。近隣の生育可能でありそうな場所に移植する事が多いが、そこにまだその生物が生息（生育）していない場合、それはその場所がその生物にとって何等かの理由で生育不可能な状況にある可能性がある。とすれば、移植は成功しない可能性が高い。もしもそこに既にその生物が生育しているのであれば、その場合には移植はその生息密度を勝手に上げることであるから、次第に元の数に戻ってしまうことが考えられる。いずれにせよ、保護の目的のこの様な移植は成果を上げられない可能性が高い。

## 個体レベル
これは元の意味の移植に近い。多く触れるべきものはない。

## 組織・器官
組織や器官、その一部を切り取って同一個体、あるいは別個体のどこかに埋め込み、生存させることである。医療技術としての皮膚移植や臓器移植がこれに当たる。詳細は移植 (医療)を参照。
しかし、このような方法は生物学においても多くの分野で行われ、様々な成果を上げてきた。たとえば発生学の分野では、ハンス・シュペーマンがイモリの胚域交換移植などの方法で大きな成果を上げている。

## 細胞、細胞器官のレベル
細胞以下のレベルでの移植も行われる例がある。アメーバの核を取り除いたり移植したりする実験はよく知られている例である。